# Express 2
Express 2 (auch Express 12L oder Express-6, alt. Schreibweise Ekspress) war ein russischer Kommunikationssatellit, der von der Russian Satellite Communications Company betrieben wurde. Er war der zweite Satellit der Express-Serie und identisch zu seinem Schwestersatelliten Express 1.

## Missionsverlauf
Die Express-Satelliten stellten eine neue Generation von russischen Kommunikationssatelliten dar und lösten die Gorisont-Satelliten ab. Express 2 (offizielle Bezeichnung eigentlich Ekspress-6) war der zweite der Serie und sollte Russland mit Telekommunikationsdiensten versorgen, wie zum Beispiel:
- Übertragung von Fernseh- und Radiosendungen[1]
- bis zu 2600 Telefongespräche gleichzeitig
- Internetübertragung

Express 2 wurde am 26. September 1996 auf einer Proton-K-Trägerrakete mit Blok-D-Oberstufe vom Kosmodrom Baikonur ins All gestartet. Gegen Anfang Oktober erreichte er seine geostationäre Position bei 80° Ost. Am 7. Mai 1999 ging der Kontakt zum Express 2 verloren, konnte jedoch innerhalb weniger Stunden wiederhergestellt werden. Im Mai 2000 wurde er nach 103° Ost verschoben, wo er bis zum Missionsende verblieb. Im Juni 2002 begann der Satellit zu driften, wahrscheinlich durch Treibstoffmangel. Die Mission wurde kurz darauf beendet.

## Technische Daten
Express 2 wurde von NPO Prikladnoj Mechaniki (heute ISS Reschetnjow) auf Basis des MSS-740-Satellitenbusses gebaut. Er war mit 10 C-Band- und 2 Ku-Band-Transpondern ausgerüstet und besaß 9 Antennen zur Datenübertragung. Er wurde durch zwei große Solarmodule und Batterien mit Strom versorgt und besaß eine geplante Lebensdauer von 5 Jahren.